# Marillion Discography
Marillion /mʌˈrɪlˌjən/ je britanski rock sastav osnovan u Aylesburyju, Buckinghamshire, Engleska 1979. godine.
Poznati su kao najuspješniji sastav iz Velike Britanije na 1980. neo-progresivnoj rock sceni.[nedostaje izvor]

## Diskografija

### Studijski albumi
| Godina | Naslov                                                    | Najviši doseg na ljestvici | Najviši doseg na ljestvici | Najviši doseg na ljestvici | Najviši doseg na ljestvici | Najviši doseg na ljestvici | Najviši doseg na ljestvici | Najviši doseg na ljestvici | BPI-jevo certificiranje |
| Godina | Naslov                                                    | US                         | UK                         | GER                        | NLD                        | SWE                        | NOR                        | CH                         | BPI-jevo certificiranje |
| ------ | --------------------------------------------------------- | -------------------------- | -------------------------- | -------------------------- | -------------------------- | -------------------------- | -------------------------- | -------------------------- | ----------------------- |
| 1983   | Script for a Jester's Tear                                | 175                        | 7                          | —                          | —                          | 42                         | —                          | —                          | Platinum                |
| 1984   | Fugazi                                                    | 209                        | 5                          | 42                         | 29                         | 23                         | —                          | —                          | Gold                    |
| 1985   | Misplaced Childhood                                       | 47                         | 1                          | 3                          | 6                          | 15                         | 10                         | 6                          | Platinum                |
| 1987   | Clutching at Straws                                       | 103                        | 2                          | 3                          | 3                          | 9                          | 4                          | 3                          | Gold                    |
| 1989   | Seasons End                                               | —                          | 7                          | 11                         | 20                         | 28                         | 20                         | 11                         | Gold                    |
| 1991   | Holidays in Eden                                          | —                          | 7                          | 10                         | 7                          | 36                         | —                          | 17                         | —                       |
| 1994   | Brave                                                     | —                          | 10                         | 17                         | 7                          | 25                         | —                          | 21                         | —                       |
| 1995   | Afraid of Sunlight                                        | —                          | 16                         | 75                         | 8                          | 34                         | —                          | —                          | —                       |
| 1997   | This Strange Engine                                       | —                          | 27                         | 48                         | 10                         | —                          | —                          | —                          | —                       |
| 1998   | Radiation                                                 | —                          | 35                         | 46                         | 26                         | —                          | —                          | —                          | —                       |
| 1999   | marillion.com                                             | —                          | 53                         | 55                         | 40                         | —                          | —                          | —                          | —                       |
| 2001   | Anoraknophobia                                            | —                          | —                          | 42                         | 67                         | —                          | —                          | —                          | —                       |
| 2004   | Marbles                                                   | —                          | —                          | 56                         | 42                         | —                          | —                          | —                          | —                       |
| 2007   | Somewhere Else                                            | —                          | 24                         | 36                         | 18                         | —                          | —                          | 83                         | —                       |
| 2008   | Happiness Is the Road Vol. 1 Happiness Is the Road Vol. 2 | —                          | —                          | —                          | 83 85                      | —                          | —                          | —                          | —                       |
| 2009   | Less Is More                                              | —                          | 136                        | —                          | 72                         | —                          | —                          | —                          | —                       |
| 2012   | Sounds That Can't Be Made                                 | —                          | 43                         | 29                         | 22                         | 55                         | 37                         | 58                         | —                       |

### Uživo albumi
| Year | Title                         | US | UK | NLD | CH | BPI Certification |
| ---- | ----------------------------- | -- | -- | --- | -- | ----------------- |
| 1984 | Real to Reel                  | —  | 8  | —   | —  | Gold              |
| 1988 | The Thieving Magpie           | —  | 25 | 46  | 18 | Gold              |
| 1996 | Made Again                    | —  | 37 | 35  | —  | —                 |
| 2002 | Anorak in the UK              | —  | —  | —   | —  | —                 |
| 2005 | Marbles Live                  | —  | —  | —   | —  | —                 |
| 2009 | Live from Loreley             | —  | —  | —   | —  | —                 |
| 2009 | Recital of the Script         | —  | —  | —   | —  | —                 |
| 2013 | Early Stages : The Highlights | —  | —  | —   | —  | —                 |

### Kompilacijski albumi
| Year | Title                   | US | UK | GER | NLD | CH | BPI Certification |
| ---- | ----------------------- | -- | -- | --- | --- | -- | ----------------- |
| 1986 | Brief Encounter         | 67 | —  | —   | —   | —  | —                 |
| 1988 | B'Sides Themselves      | —  | 64 | —   | 52  | —  | —                 |
| 1992 | A Singles Collection    | —  | 27 | 46  | 31  | 38 | —                 |
| 1997 | The Best of Both Worlds | —  | —  | —   | 58  | —  | —                 |
| 2003 | The Best of Marillion   | —  | —  | —   | —   | —  | —                 |
| 2014 | Best Sounds             | —  | —  | —   | —   | —  | —                 |